# الدين في فنلندا
الدين في فنلندا عام (2018)

الكنيسة الكاثولكية في فلندا

المسيحية هي ديانة السائدة في فنلندا وتترواح من نسبة %71.9 إلى %79.2، وتقسم إلى الكنيسة الانجيلية اللوثرية الفنلندية التي نسبة أعضائها %69.83، والكنيسة الأرثوذكسية الفنلندية %1.11، وطوائف المسيحية الأخرى مثل الكاثوليكية تشكل %0.92، وتعتبر لادينية ثاني أكبر مجموعة في البلاد وتبلغ نسبتها %27.39، و%0.75 يتبعون إلى ديانات أخرى.
وحسب مسح يوروباروميتر تبلغ نسبة المتدينين %28، أما الإيمان كشف إستطلاع يوروباروميتر في فنلندا عام 2010 أن %75 من يؤمنون بالله أو بروح خارقة، %22 لا يؤمنون بشيء.
تعتبر الكنيسة الانجيلية اللوثرية الفنلندية الكنيسة الوطنية لفنلندا، ويتم اقتطاع ضريبة معينة من أعضاء الكنيسة، كما يعتبر التعليم الديني مادة إلزامية في المدارس الأساسية (من سن 7 سنوات إلى 16 سنة) وختياري بعد ذلك، يدرس معظم الطلاب الفنلنديين التربية الدينية اللوثرية تبلغ نسبت تدريس مادة %92 من مجموع المواد الدينية عام 2012.